# ГЕС Іпотешті
ГЕС Іпотешті — гідроелектростанція у південній частині Румунії, в повіті Олт (на межі історичних регіонів Олтенія та Мунтенія). Входить до складу каскаду на річці Олт (ліва притока Дунаю), який нараховує кілька десятків станцій. Знаходиться між ГЕС Слатіна (вище по течії) та ГЕС Драганешті.
П'ять нижніх гідрокомплексів на Олті, найвищим з яких є Іпотешті, виконали за єдиним проектом. Оскільки вони розташовуються у найбільш рівнинній ділянці річки, то навіть для забезпечення напору в 13,5 метра виявилось необхідним спорудження по периметру водосховищ захисних дамб, уздовж яких тягнуться обвідні канали. Центральна бетонна гребля має п'ять секцій, три з яких обладнані підйомними клапанами. Гребля Іпотешті та дамби загальною довжиною 29,8 км утворили сховище шириною приблизно 1 км із площею поверхні 16,9 км2.
Особливістю зазначених ГЕС стало їх обладнання бульбовими реверсивними турбінами, які повинні при надлишку електроенергії здійснювати зворотнє перекачування води у верхнє водосховище, виконуючи таким чином функції гідроакумуляції. На ГЕС Іпотешті встановлено чотири такі турбіни із загальною потужністю 53 МВт. В турбінному режимі витрата води через кожну становить 125 м3/с, в насосному — 53 м3/с.
Також принциповою відмінністю від інших станцій каскаду мав стати судновий хід, який би покривав нижню ділянку течії річки перед впадінням в Дунай. Це передбачало днопоглиблювальні роботи протягом 36 км зі створення судноплавного каналу шириною 45 метрів із глибиною 3,05 метри, а також обумовлювало включення до кожної греблі шлюзу, розрахованого на пропуск буксира з двома баржами по 1500 т. Шлюзова камера має розміри 168,5х12,5 метра та мінімальну глибину 3,75 метра. У складі кожної греблі заклали верхні ворота шлюзу, проте станом на середину 2010-х років ці споруди гідровузлів залишались недобудованими.
Нарешті, окрім гідроенергетичної функції, комплекси виконують функції постачання води для зрошення.
Введена в експлуатацію у 1986 році, ГЕС Іпотешті стала першою спорудженою на Олті за описаним типовим проектом.